# Ajutaj convergent-divergent

Ajutaj convergent–divergent

În dinamica fluidelor și termodinamică un ajutaj convergent–divergent sau ajutaj de Laval este un ajutaj, adică un canal, a cărui secțiune este inițial descrescătoare, iar apoi crescătoare în sensul curgerii. Are aplicații în special pentru curgerea gazelor. În funcție de raportul de presiuni de la capetele sale și de viteza gazului la intrare el poate transforma energia potențială a gazului în energie cinetică (crește viteza de curgere și scade presiunea statică, de exemplu în ajutajele reactive ale motoarelor de rachetă) sau invers (scade viteza de curgere și crește presiunea statică, de exemplu la intrarea în compresoarele turboreactoarelor avioanelor supersonice).

## Istoric

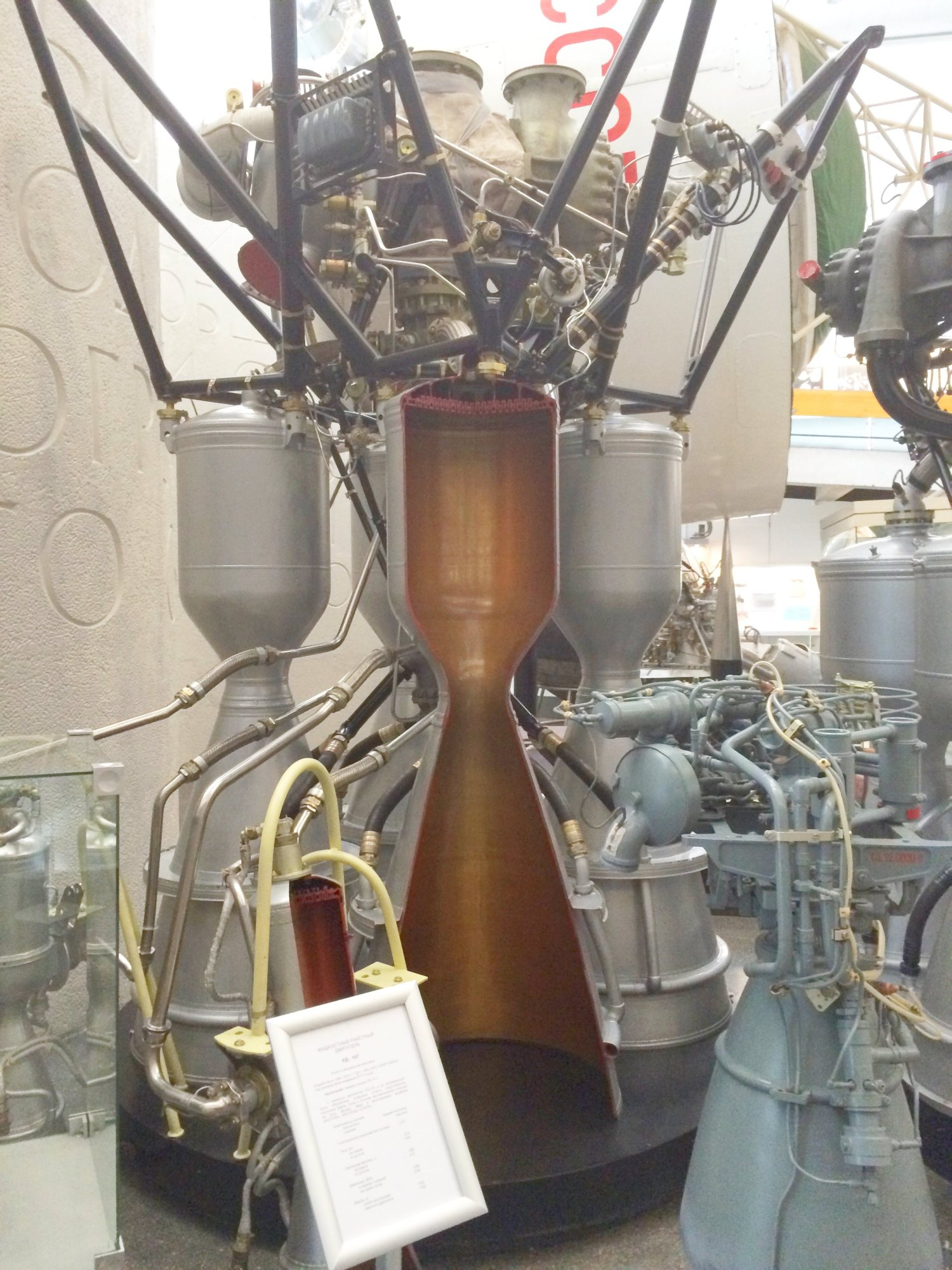
Secțiune longitudinală prin motorul de rachetă RD-107 (Muzeul de Stat de Istoria Cosmonauticii „K. Țiolkovski”)

Giovanni Battista Venturi a proiectat tuburi convergent–divergente cunoscute sub denumirea de tuburi Venturi pentru experimente privind efectele de reducere a presiunii fluidului atunci când fluidul curge prin îngustări ale secțiunii (efectul Venturi). Inginerul și inventatorul german Ernst Körting se presupune că în 1878 la injectoarele cu jet de abur a trecut de la un ajutaj convergent  la unul convergent–divergent, dar aceste ajutaje au rămas secret industrial. Ulterior, în anul 1888, inginerul suedez Gustaf de Laval a folosit propria sa soluție la ajutajele convergent–divergente ale turbinelor cu abur cu acțiune.
Ajutajul convergent–divergent a fost aplicat pentru prima dată la un motor de rachetă de către Robert H. Goddard. Cele mai multe motoare rachete moderne care realizează propulsia prin jeturi de gaz fierbinte folosesc ajutaje convergent–divergente.

## Construcție și funcționare
Îmbinarea părților convergentă și divergentă se face la secțiunea minimă din gâtul ajutajului (indicată în prima imagine printr-o linie punctată), care este, evident, identică pentru ambele părți. Forma părții convergente și a celei divergente se aleg astfel încât pierderile prin frecare, turbulențe, unde de șoc sau rezistențe gazodinamice să fie cât mai nici.
Funcționarea sa se bazează pe diferitele proprietăți ale gazelor care curg. Legea conservării masei face ca de-a lungul ajutajului debitul masic de gaz să fie constant. Deoarece pierderile sunt relativ mici, curgerea este aproape izentropică (entropia gazului rămâne aproape constantă).
Curgerea în interior poate fi subsonică, sonică sau supersonică, în funcție de viteza de la intrare și raportul presiunilor la ieșire și intrare.

### Curgere incompresibilă
Dacă în interior viteza gazului nu depășește valoarea M = 0,3 , curgerea poate fi considerată incompresibilă și poate fi calculată cu ecuația lui Bernoulli, valabilă pentru lichide:
{\displaystyle \rho {\frac {w^{2}}{2}}+\rho \,g\,h+p=constant}
unde {\displaystyle \rho } este densitatea, {\displaystyle w} este viteza iar {\displaystyle p} este presiunea în punctul respectiv, {\displaystyle g} este accelerația gravitațională iar {\displaystyle h} este diferența de înălțime între intrare și ieșire.

### Curgere compresibilă
Dacă în interior vitezele depășesc valoarea M = 0,3 , efectele compresibilității nu mai pot fi ignorate, iar calculul se face pe baza energiei, prin mijloace termodinamice. Pentru calcul se fac următoarele ipoteze simplificatoare, care nu schimbă semnificativ situația:
- Gazul este considerat ideal.
- Curgerea este staționară și se face de-a lungul liniilor de curent.
- Deoarece ajutajul nu are părți în mișcare, nu există schimb de lucru mecanic cu exteriorul. Deoarece timpul de parcurgere a ajutajului este foarte scurt, schimbul de căldură cu exteriorul este neglijabil. Ca urmare, ajutajul poate fi considerat un sistem adiabatic.
- Se neglijează pierderile, astfel curgerea este un proces reversibil. Fiind și adiabatică, este un proces izentropic.

Cu aceste ipoteze ecuația de continuitate devine:
{\displaystyle {\frac {dA}{A}}+{\frac {dw}{w}}={\frac {dv}{v}}}
unde A este aria secțiunii, iar v este volumul masic al gazului în punctul considerat.

Valoarea funcției în funcție de raportul dintre presiunea într-un anumit punct și presiunea de la intrare, pentru exponentul adiabatic

Ecuația de continuitate se scrie de obicei sub forma {\displaystyle {\dot {m}}=A\,\psi ={\text{constant}},} unde funcția {\displaystyle \psi } are expresia:
{\displaystyle \psi =\left({\frac {p}{p_{1}}}\right)^{\frac {1}{\gamma }}{\sqrt {{\frac {\gamma }{\gamma -1}}\left[1-\left({\frac {p}{p_{1}}}\right)^{\frac {\gamma -1}{\gamma }}\right]}}}
unde {\displaystyle \gamma } este exponentul adiabatic al gazului, care pentru gazele biatomice (de exemplu aer) se poate lua 1,4, iar pentru cele triatomice (de exemplu CO2, abur) 1,3.
p1 este presiunea gazului în secțiunea de intrare a ajutajului, iar
p este presiunea gazului în punctul considerat.
Funcția {\displaystyle \psi } are un maxim pentru raportul critic de presiuni:
{\displaystyle {\frac {p_{cr}}{p_{1}}}=\left({\frac {2}{\gamma +1}}\right)^{\frac {\gamma }{\gamma -1}}}
valoarea maximă a funcției fiind:
{\displaystyle \psi _{max}=\left({\frac {2}{\gamma +1}}\right)^{\frac {1}{\gamma -1}}{\sqrt {\frac {\gamma }{\gamma +1}}}\,.}
Pentru {\displaystyle \gamma =1,4} raportul critic de presiuni este {\displaystyle \epsilon _{cr}=p_{cr}/p_{1}=0,528,} pentru care {\displaystyle \psi =0,483.}

Pentru {\displaystyle \gamma =1,3} raportul critic de presiuni este {\displaystyle \epsilon _{cr}=p_{cr}/p_{1}=0,546,} pentru care {\displaystyle \psi =0,472.}
Pentru o curgere izentropică, viteza gazului la ieșire este:
{\displaystyle w_{2}={\sqrt {2(h_{1}-h_{2})+w_{1}^{2}}}}
unde {\displaystyle h_{1},\,h_{2}} sunt entalpiile gazului la intrare, respectiv la ieșire, iar {\displaystyle w_{1}} este viteza gazului la intrare.
Exprimată în funcție de presiuni, relația precedentă devine:
{\displaystyle w_{2}={\sqrt {{\frac {2\gamma }{\gamma -1}}p_{1}v_{1}\left[1-\left({\frac {p_{2}}{p_{1}}}\right)^{\frac {\gamma -1}{\gamma }}\right]+w_{1}^{2}}}}
unde {\displaystyle v_{1}} este volumul masic al gazului la intrare. Relația este cunoscută sub numele de formula lui Saint-Venant.
Curgerea din ajutaj fiind izentropică, temperatura depinde de presiune sau de volumul specific conform relației:
{\displaystyle {\frac {T}{T_{1}}}=\left({\frac {p}{p_{1}}}\right)^{\frac {\gamma -1}{\gamma }}=\left({\frac {v}{v_{1}}}\right)^{\frac {1}{\gamma -1}}\,.}

### Cazul unei viteze subsonice la intrare
Este cazul cel mai intuitiv, în care curgerea se face dintr-o zonă cu presiune mai mare spre o zonă cu presiune mai mică.

#### Cazul raportului de presiuni mai mare decât raportul critic
Dacă raportul presiunilor de la ieșire și intrare este mai mare decât raportul critic de presiuni {\displaystyle (1>\epsilon =p_{2}/p_{1}>\epsilon _{cr}),} punctul de funcționare al ajutajului este pe ramura din dreapta a curbei {\displaystyle \psi } (v. figura, curba roșie continuă), iar curgerea este subsonică peste tot, inclusiv în secțiunea minimă. În porțiunea convergentă a ajutajului presiunea scade, iar viteza și volumul masic ale gazului cresc. În porțiunea divergentă presiunea continuă să scadă, volumul masic crește, dar, datorită creșterii secțiunii, viteza gazului scade. Datorită creșterii secțiunii liniile de curent devin divergente, iar dacă această divergență este prea mare, fluidul se poate desprinde de suprafața difuzorului, jetul îngustându-se. Desprinderea este însoțită de variații de presiune relativ mari, ceea ce produce turbulență, respectiv disipare. Se recomandă ca unghiul de evazare al difuzorului să fie de 10–30°, valorile mari fiind acceptate la rapoarte de presiuni apropiate de 1, cum apar la instalațiile de ventilare. Odată cu scăderea raportului presiunilor (ceea ce determină creșterea vitezei de curgere), unghiul de evazare trebuie micșorat.

#### Cazul raportului de presiuni mai mic decât raportul critic

Variația vitezei (v), a presiunii (p) și a temperaturii (T) la curgerea printr-un ajutaj convergent–divergent

Dacă raportul presiunilor de la ieșire și intrare este mai mic decât raportul critic de presiuni {\displaystyle (\epsilon _{cr}>\epsilon =p_{2}/p_{1}>0),} punctul de funcționare al ajutajului este pe ramura din stânga a curbei {\displaystyle \psi } (v. figura, curba roșie punctată).
În figura de alături intrarea gazului este în stânga, iar ieșirea în dreapta. În partea convergentă presiunea scade, în secțiunea minimă realizându-se presiunea corespunzătoare raportului critic de presiuni. Viteza gazului, inițial subsonică ({\displaystyle M<1}), crește până la la cea a sunetului ({\displaystyle M=1}), deoarece o porțiune convergentă nu poate realiza mai mult. În porțiunea divergentă (difuzor) viteza devine supersonică ({\displaystyle M>1}), continuă să crească, iar presiunea continuă să scadă conform secțiunii difuzorului și a relației Saint-Venant. La ieșire pot să apară următoarele cazuri: 

1 - destindere în afara ajutajului; 2 - destindere optimă în ajutaj; 3 - contracție la ieșirea din ajutaj; 4 - contracție în interiorul difuzorului

- Presiunea de la ieșire este mai mare decât cea a mediului exterior, {\displaystyle p_{2}>p_{ext},} caz în care jetul continuă să se destindă turbulent în afara ajutajului, energia sa remanentă disipându-se în frecări, unde de șoc și sonore. Situația este caracteristică pentru ajutajele reactive ale rachetelor în atmosfera superioară, unde presiunea este foarte mică.
- Presiunea de la ieșire este exact cea a mediului exterior, {\displaystyle p_{2}=p_{ext},} cazul optim, în care este utilă întreaga energie a jetului în condițiile date. Jetul are formă cilindrică, iar viteza sa este disipată în frecări și unde de șoc și sonore în afara ajutajului.
- Presiunea de la ieșire este mai mică decât cea a mediului exterior, {\displaystyle p_{2}<p_{ext},} caz în care jetul suferă o contracție cu o creștere de presiune. Contracția poate să înceapă în secțiunea de ieșire sau mai devreme, într-un punct din interiorul difuzorului, sub forma desprinderii de peretele difuzorului. Desprinderea se face cu creșteri bruște de presiune, ceea ce duce la turbulențe și unde de șoc care reduc caracterul izentropic, adică performanțele ajutajului.

### Cazul unei viteze supersonice la intrare
În cazul că viteza gazului la intrarea într-un ajutaj convergent-divergent este supersonică, fenomene din el se petrec oarecum invers, însă curgerea necesită îndeplinirea unor anumite condiții.
Pentru gaze perfecte presiunea de stagnare p0 este suma dintre presiunea statică p și cea dinamică:
{\displaystyle p_{0}=p+\rho {\frac {w^{2}}{2}}}
unde {\displaystyle \rho } este densitatea, iar {\displaystyle w} este viteza gazului în punctul respectiv.
Deoarece curgerea se face de la presiune mare la presiune mică, presiunea de stagnare de la intrare, p01, trebuie să fie mai mare decât presiunea de stagnare de la ieșire, p02 adică:
{\displaystyle p_{01}=p_{1}+\rho _{1}{\frac {w_{1}^{2}}{2}}>p_{2}+\rho _{2}{\frac {w_{2}^{2}}{2}}=p_{02}.}
Practic densitatea și viteza la intrare trebuie să fie suficient de mari.
Dacă raportul presiunilor de stagnare la ieșire și intrare este mai mare decât raportul critic de presiuni {\displaystyle (1>\epsilon =p_{02}/p_{01}>\epsilon _{cr}),} punctul de funcționare al ajutajului este pe ramura din dreapta a curbei {\displaystyle \psi } (v. figura, curba roșie continuă), iar curgerea este supersonică peste tot, inclusiv în secțiunea minimă. Inițial, în partea convergentă, viteza și volumul masic scad, iar presiunea și temperatura cresc. În secțiunea minimă viteza este încă supersonică, iar după secțiunea minimă presiunea și temperatura scad, iar viteza și volumul masic cresc. Acest regim nu are aplicații tehnice.
Dacă raportul presiunilor de stagnare de la intrare și ieșire este mai mic decât raportul critic de presiuni ({\displaystyle (\epsilon _{cr}>\epsilon =p_{02}/p_{01}>0),} punctul de funcționare al ajutajului este pe ramura din stânga a curbei {\displaystyle \psi } (v. figura, curba roșie punctată).
În partea convergentă presiunea crește, în secțiunea minimă realizându-se presiunea corespunzătoare raportului critic de presiuni. Viteza gazului, inițial supersonică ({\displaystyle M>1}), scade până la la cea a sunetului ({\displaystyle M=1}). În porțiunea divergentă (difuzor) viteza devine subsonică ({\displaystyle M<1}), continuă să scadă, iar presiunea continuă să crească conform secțiunii difuzorului și a relației Saint-Venant. Alura acestor parametri este inversă față de cea din figura de la începutul secțiunii cazul raportului de presiuni mai mic decât raportul critic (ca atunci când intrarea ar fi în dreapta, iar ieșirea în stânga).
Creșterea presiunii împiedică apariția desprinderilor în difuzor. Însă pot să apară unde de șoc în porțiunea convergentă, efect folosit la comprimarea dinamică a aerului în prizele de aer ale avioanelor supersonice.

## Debite și forțe
Cunoscându-se parametrii de stare și viteza (numărul Mach) în secțiunea cu aria A, debitul masic de gaz se poate calcula cu relația:
{\displaystyle {\dot {m}}={\frac {Ap_{0}}{\sqrt {T}}}\cdot {\sqrt {\frac {\gamma M}{R}}}\cdot \mathrm {Ma} \cdot (1+{\frac {\gamma -1}{2}}\mathrm {Ma} ^{2})^{-{\frac {\gamma +1}{2(\gamma -1)}}}}
unde M este masa molară a gazului, iar R este constanta universală a gazului ideal.
Dacă curgerea în secțiunea minimă este sonică (Ma = 1) relația de mai sus se siplifică:
{\displaystyle {\dot {m}}={\frac {Ap_{0}}{\sqrt {T}}}\cdot {\sqrt {\frac {\gamma M}{R}}}\cdot ({\frac {\gamma +1}{2}})^{-{\frac {\gamma +1}{2(\gamma -1)}}}}
De asemenea, se poate folosi relația dedusă din formula Saint-Venant:
{\displaystyle {\dot {m}}=A_{cr}{\sqrt {\gamma {\frac {p_{1}}{v_{1}}}\left({\frac {2}{\gamma +1}}\right)^{\frac {\gamma +1}{\gamma -1}}}}.}
Pentru curgeri reale, neizentropice, vitezele, respectiv debitele, trebuie micșorate cu 2...7 %.
Forța exercitată de fluid asupra ajutajului este:
{\displaystyle F={\dot {m}}\cdot w_{2}}
În aerodinamică această forță se numește tracțiune și de obicei se raportează la accelerația gravitațională standard.

## Aplicații
Principala aplicație a ajutajelor convergent-divergente este realizarea curgerilor gazelor cu viteze supersonice. Aceste viteze sunt necesare în ajutajele reactive ale avioanelor supersonice și rachetelor, pentru generarea jeturilor care creează forțe de propulsie.
Tot în aviație, dispozitivele de admisie a aerului ale avioanelor supersonice sunt realizate sub formă de ajutaje convergent-divergente, care comprimă dinamic aerul înainte de a intra în compresoarele turbomotoarelor.
O altă aplicație a acestor ajutaje este la turbinele de abur cu acțiune de Laval, la care ajutajele care creează jeturi care acționează paletele funcționează la diferențe mari de entalpie, care corespund vitezelor supersonice.
Altă aplicație era la injectoarele de apă (pompe cu jet de abur) care introduceau apă în cazanele locomotivelor cu abur.